# 巡迴法官 (英格蘭和威爾斯)

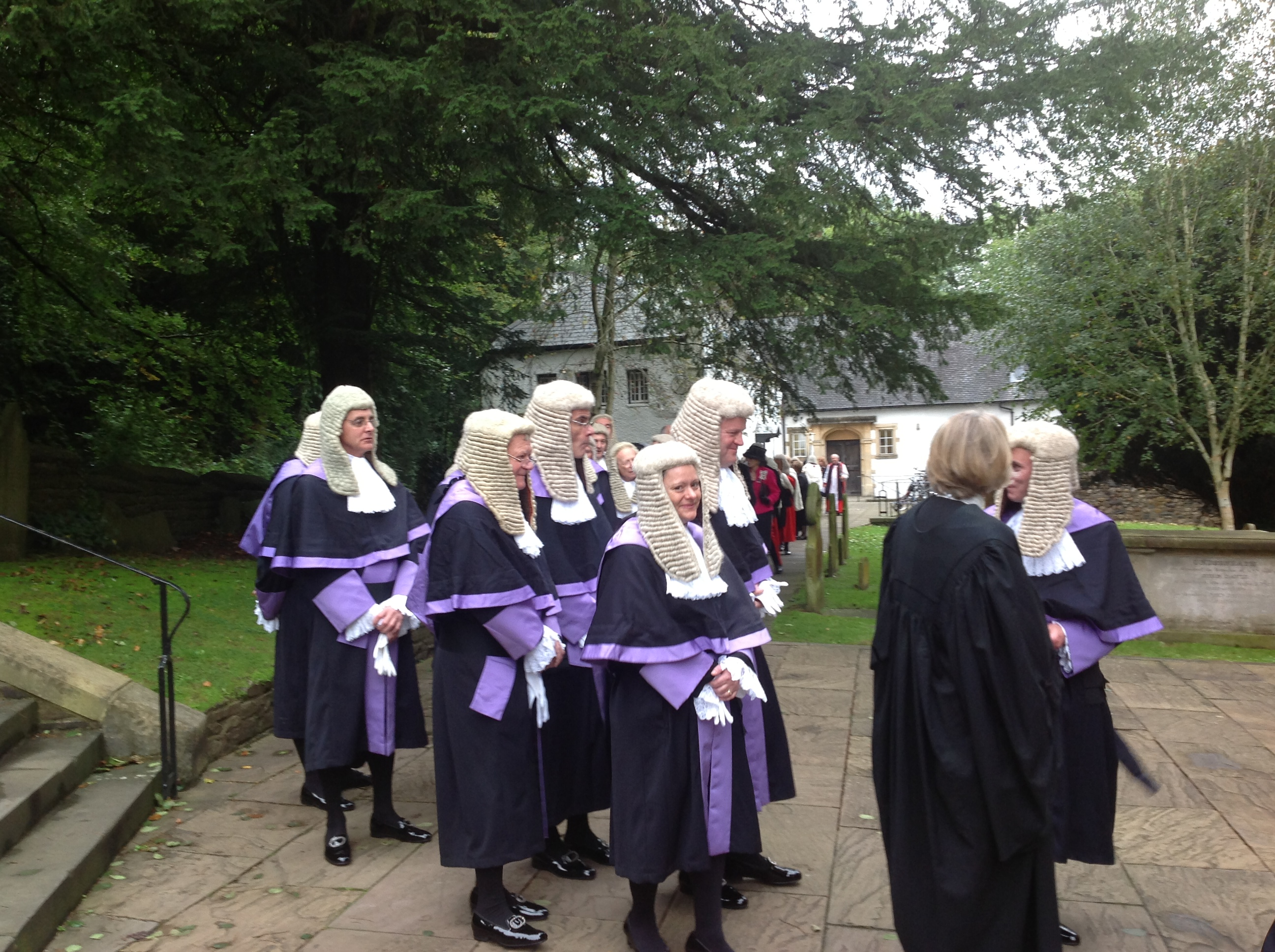
2013年一班巡迴法官穿著禮儀袍列隊於蘭達夫座堂前。

巡迴法官（英語：Circuit Judge）是英格蘭和威爾斯的法官，於皇室法院、郡法院和某些英格蘭及威爾斯高等法院的特定分庭任職，例如是科技及建築法庭。目前，英格蘭和威爾斯地區有超過600名在任巡迴法官。
巡迴法官一職根據《1971年法院法令》設立，並取代了以往的各四季法院院長和自治市特委法官。巡迴法官在英文書面上被稱作「His Honour Judge X」（男性）或「Her Honour Judge X」（女性），意即「榮譽的法官X」（X為法官姓名），並簡稱為「His／Her Honour」。而在法庭上則會尊稱巡迴法官為「Your Honour」（榮譽的您）。有時人們會因巡迴法官身穿紫色法袍而以「紫色法官」稱呼他們。兼職性質的巡迴法官實際上的職位是特委法官，不過仍會享有「Your Honour」的專稱。
巡迴法官的職級低於高等法院法官但高於地方法官。他們亦可以被任命為暫委高等法院法官，而部分資深巡迴法官更可於上訴法院刑事分庭任職。

## 歷史
在2005年4月1日以前，英格蘭和威爾斯共有6個巡迴區，分別為「中部地區巡迴區」、「北部巡迴區」、「東北巡迴區」、「東南巡迴區」、「西部巡迴區」和「威爾斯及車士打巡迴區」。2005年4月1日起，隨著女王陛下法院事務局的成立，巡迴區被重組成以下7個：「中部地區巡迴區」、「西北巡迴區」、「東北巡迴區」、「東南巡迴區」、「倫頓巡迴區」、「西南巡迴區」和「威爾斯巡迴區」。
2004年以前，巡迴法官只能由擁有最少10年執業經驗的大律師和事務律師出任。不過，在2004年英國社會有呼聲要求提升司法界認受性多元化，以致出任巡迴法官的執業經驗有所改變。2008年7月21日，只要有僅僅7年執業經驗便合乎資格成為巡迴法官。

## 司法服飾
當對刑事案件進行聆訊時，巡迴法官要身穿帶淡紫色飾邊的紫色法袍、白色領帶、短馬毛假髮和在左邊肩膊佩戴紅色肩帶。而民事案件方面就只會身穿帶淡紫色飾邊的紫色法袍及在左邊肩膊佩戴紫色肩帶，並不帶假髮或領帶。當巡迴法官在中央刑事法院或高等法院開庭時，會身穿長身外套或馬甲，在在外穿上黑色絲袍 。在出席典禮場合時他們會穿著淡紫色飾邊的紫色法袍和典禮長假髮。